# 桑名市立図書館
桑名市立図書館（くわなしりつとしょかん、英語: Kuwana City Library）は、三重県桑名市が設置する公立図書館。

## 概要
桑名市立中央図書館、ふるさと多度文学館、長島輪中図書館の3館で構成され、中央図書館はPFIを導入して民間が運営し、ふるさと多度文学館と長島輪中図書館は桑名市が直接運営する。
利用実績は人口規模が同程度の都市の中で上位に相当し、三重県内では四日市市立図書館に次いで貸出冊数が多い。

## 歴史
桑名市は2004年（平成16年）12月6日に旧桑名市、桑名郡多度町・長島町が合併して発足し、即日市長職務執行者による専決処分により、「桑名市立図書館条例」が制定され、同月の桑名市議会で専決処分案件がすべて承認された。これにより、旧桑名市が設置した桑名市立中央図書館と多度町が設置した多度町立図書館（愛称：ふるさと多度文学館）が新しい桑名市に引き継がれ、桑名市立図書館となった。このうち桑名市立中央図書館は2004年（平成16年）10月にPFIを導入して建設され、運営はPFIの契約により桑名メディアライヴ株式会社が引き続き実施し、ふるさと多度文学館は桑名市の直営となった。
2006年（平成18年）4月に長島輪中図書館が開館すると同時に図書館システムの統合が行われ、図書館利用カードの統合や市内のどの図書館で借りた本でも任意の図書館に返却できるようになった。2014年（平成26年）4月より「雑誌スポンサー制度」を導入、同年10月には図書館システムの更新が行われ、登録キーワードと一致する新着情報が自動的に電子メールで通知される「SDI」、図書館の蔵書を利用者個人の「本棚」に登録できる「Myライブラリー」サービスの提供を開始した。

## 利用案内
桑名市立図書館の2013年（平成25年）度の蔵書数は三重県内で5位であったが、貸出冊数では2位に入った。日本全国でも2012年（平成24年）の統計では、人口10 - 15万人の市区の中で貸出冊数10位と上位にある。ただしその利用実績は中央図書館が圧倒し、多度文学館と長島輪中図書館は同程度である。

### 主な一覧
- 開館時間：中央=9時から21時まで、多度・長島=9時から17時まで
- 休館日：特別整理期間、年末年始
  - 中央のみ=水曜日
  - 多度のみ=月曜日、祝日（月曜日の場合は翌日も休館）、最終水曜日（祝日の場合は翌日も休館）
  - 長島のみ=月曜日、最終水曜日
- 貸出制限：桑名市に在住・通勤・通学する者または周辺市町村（具体的には三重県四日市市、いなべ市、桑名郡木曽岬町、員弁郡東員町、三重郡朝日町・川越町・菰野町、愛知県弥富市・愛西市、岐阜県海津市[14][15]）に居住する者。
- 貸出可能冊数：図書・雑誌=各館10冊（合計30冊）、視聴覚資料=中央・長島各2点；多度4点（合計8点）
- 貸出可能期間：図書・雑誌=15日間、視聴覚資料=8日間
- 予約、複写、リクエスト、レファレンスサービス、対面朗読可能。

## 中央図書館

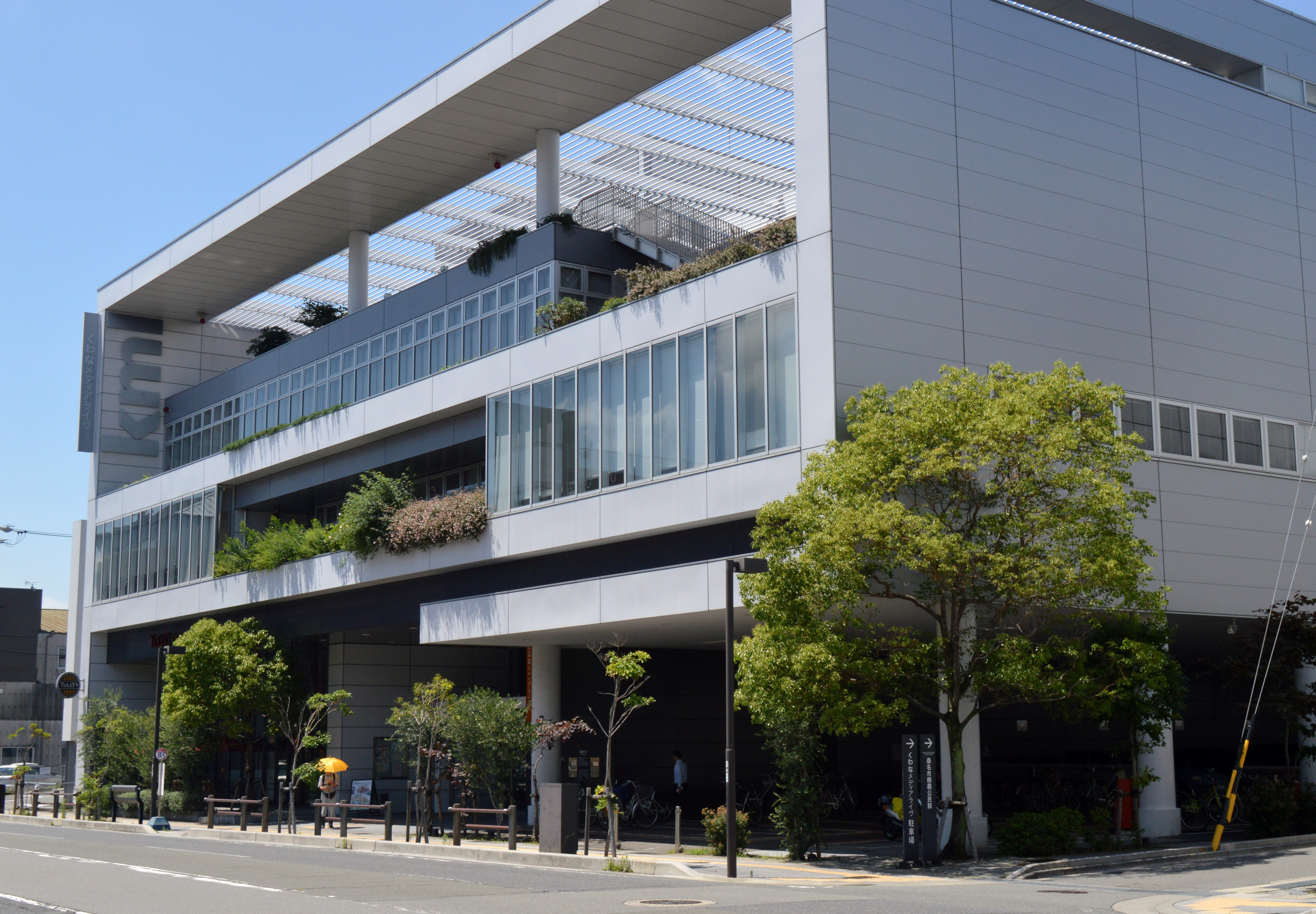
中央図書館（2016年）

桑名市立中央図書館（くわなしりつちゅうおうとしょかん、英語: Kuwana City Central Library）は、三重県桑名市中央町三丁目79番地のくわなメディアライヴにある公立図書館。PFIを導入して桑名メディアライヴ株式会社が運営にあたり、同社を構成する図書館流通センター（TRC）がカウンター業務を担当している。
日本で初めてPFIによる建設・運営を行う図書館として日本全国から注目を集め、ICタグによる蔵書管理、桑名市と協働した地域資料の収集、桑名市図書館を使った調べる学習コンクールなど多彩に活動している。

## ふるさと多度文学館
ふるさと多度文学館（ふるさとたどぶんがくかん）は、三重県桑名市多度町多度二丁目24番地1にある公立図書館。「本と人、人と人との出会いの広場」を運営目標に掲げ、すべての年代の人にとって使いやすい図書館を目指している。中央図書館とは異なりPFIは導入せず、桑名市による直接運営が行われている。
多度町による運営が行われていた頃の正式名称は多度町立図書館で、ふるさと多度文学館は愛称であったが、桑名市発足後はふるさと多度文学館が正式名称となった。施設は全日本写真連盟はまぐり支部の写真展会場としてよく利用されている。

### 多度文学館の歴史
1984年（昭和59年）6月、旧・多度町立多度小学校（現・桑名市立多度中小学校）の校舎を再利用し、多度町立図書館として開館した。三重県では1960年（昭和35年）の磯部町立図書館（現・志摩市立磯部図書室）の開館以来2館目の町村立図書館となった。建物は1933年（昭和8年）に多度尋常高等小学校として建設されたものを一部移築したもので、郷土資料館が併設されていた。
1994年（平成6年）度末の蔵書数は約1万5千冊でそのうち3分の1を児童書が占めていた。当時の開館時間は9時から17時で、休館日は月曜日・祝日・年末年始と蔵書の虫干し期間であった。またこの頃、多度町役場（現・桑名市多度町総合支所）の隣接地に単独の新図書館を建設する計画が進行中で、新館建設に向けた郷土資料の収集を行っていた。そして、1996年（平成8年）10月、新しい多度町立図書館が開館し、「ふるさと多度文学館」の愛称が付けられた。同時に多度大社付近に存在したと伝えられる三重塔が図書館の庭に建てられた。この三重塔は御影石製で高さが約8.5mある。旧図書館の建物は、予約者があった場合のみ開館する「桑名市郷土館」として、農具や衣食住関連の民俗資料の展示施設として現存している。
2000年（平成12年）9月16日、東海4県の市民団体による「まちづくり交流フォーラム研究集会inMIE」の分科会として「円卓会議 地域経営の戦略と仕組み」が多度文学館で開催された。2008年（平成20年）9月には前年に逝去した多度町出身の児童文学者である北村けんじを偲ぶ企画展を開催し、北村の自筆原稿や写真などを公開した。

### 多度文学館の交通
駐車場は53台分ある。
- 養老鉄道養老線 多度駅下車、徒歩で約15分[14]。

## 長島輪中図書館
長島輪中図書館（ながしまわじゅうとしょかん）は、三重県桑名市長島町源部外面（ながしまちょうげんべども）337番地にある公立図書館。新・桑名市発足後の2006年（平成18年）に複合施設「ながしま遊館」の一角に開館し、「くらしの中に図書館を」を運営目標に掲げている。中央図書館とは異なりPFIは導入せず、桑名市による直接運営が行われている。
独自のコレクションとして在名古屋アメリカ合衆国領事館・名古屋アメリカンセンターから寄贈された英語の絵本などから成る「アメリカンシェルフ」を保有する。

### 輪中図書館の歴史
図書館の設置構想は旧長島町時代から計画されており、保育園などを含めた総合的福祉・文化施設の中に建設する方向で進められていた。そして新・桑名市発足直前の2004年（平成16年）10月に着工し、2005年（平成17年）12月に竣工した。こうして完成した「ながしま遊館」は、長島中部保育所・長島地域子育て支援センターなどから成る「子育てゾーン」、長島輪中図書館と長島ふれあい学習館で構成される「生涯学習ゾーン」、水郷テラスとからくり時計で構成される「地域ふれあいゾーン」の3つのゾーンを持つ複合施設となり、長島輪中図書館はその中核施設として2006年（平成18年）4月に開館した。設計は日本設計、施工は三井住友・東洋特定建設工事共同企業体が担当し、総事業費は1,773百万円であった。2007年（平成19年）11月17日、「ながしま遊館」として公共の色彩賞の「環境色彩10選」に選定され、2010年（平成22年）には複数の建築物を効率的・機能的に配置するとともに田園地帯に溶け込むデザインとしたことや、予想を上回る利用がある点などが評価され、公共建築賞の優秀賞を受賞している。
2009年（平成21年）10月に「環境絵本展」を開催した。2016年（平成28年）9月8日より、伊賀市上野図書館、あさひライブラリーに次いで県内で3番目に「赤ちゃんタイム」と称して乳幼児連れの親が来館しやすい時間を第2・4木曜日の10時から12時に設定した。

### 輪中図書館の交通
駐車場は229台分ある。
- JR関西本線 長島駅および近鉄名古屋線 近鉄長島駅下車。
  - 徒歩で約30分[15]。
  - K-バス乗車、「ながしま遊館」バス停下車、徒歩ですぐ[15]。
- 三重交通路線バス乗車、「なばなの里」バス停下車、徒歩で約5分[15]。